# 圣油瓶
圣油瓶是一个盛放圣油的安瓿，1131年教皇意诺增爵二世为法国路易七世抹油为该圣油瓶在史上的首次记载。为登基的法国国王涂抹圣油这一仪式一直延续到路易十六。